# Kanton San Cristóbal (Ecuador)
Der Kanton San Cristóbal befindet sich in der Provinz Galápagos im Westen von Ecuador. Er besitzt eine Fläche von 843,5 km². Im Jahr 2020 lag die Einwohnerzahl schätzungsweise bei 9670. Verwaltungssitz des Kantons ist die Kleinstadt Puerto Baquerizo Moreno mit 6672 Einwohnern (Stand 2010). Der Kanton San Cristóbal wurde am 18. Februar 1973 zeitgleich mit der Provinz Galápagos gegründet.

## Lage
Der Kanton San Cristóbal erstreckt sich über den östlichen Teil der Galápagos-Inseln und umfasst folgende Inseln sowie die diese umgebenden Eilande: Española, Floreana, Genovesa, San Cristóbal und Santa Fe.

## Verwaltungsgliederung
Der Kanton San Cristóbal ist in die Parroquia urbana („städtisches Kirchspiel“)
- Puerto Baquerizo Moreno

und in die Parroquias rurales („ländliches Kirchspiel“)
- El Progreso
- Santa María (auf der Insel Floreana; Verwaltungssitz in Puerto Velasco Ibarra)

gegliedert.